# Nadia Budde
Nadia Budde (*  1967 in Ost-Berlin) ist eine deutsche Grafikerin, Kinderbuchillustratorin, -autorin, -übersetzerin und Dozentin.

## Biographie
Aufgewachsen in Ost-Berlin absolvierte Budde zunächst 1984–1986 eine Lehre als Gebrauchswerberin, um anschließend 1990–1992 an einer Abendschule berufsbegleitend ihr Abitur nachzuholen. Von 1993 bis 2000 studierte sie an der Kunsthochschule Berlin-Weißensee – mit einem Auslandssemester als Austauschstudentin am Londoner Royal College of Art im Jahr 1997 – das Fach Kommunikationsdesign, um schließlich 2001 als Grafikdesignerin zu diplomieren.
Schon während des Studiums als freie Illustratorin und Autorin tätig, veröffentlichte sie bereits 1999 ihr erstes, schon kurz darauf mehrfach ausgezeichnetes und in mehrere Sprachen übersetztes Buch Eins Zwei Drei Tier, dem in kurzer Folge weitere ähnlich erfolgreiche Titel folgten. Ab 2005 übernahm sie außerdem diverse Lehraufträge im In- und Ausland, unter anderem an der Bauhaus-Universität Weimar sowie 2008 eine Gastprofessur an der Burg Giebichenstein Kunsthochschule Halle, Fachbereich Illustration. In den Jahren 2012 bis 2015 folgten mehrere längere Arbeits- und Studienaufenthalte in Kirgisistan, Indien und Italien.
2013 bis 2020 war Budde Jurymitglied des Oldenburger Kinder- und Jugendbuchpreises.
Nadia Budde lebt mit ihrer Familie in Berlin.

## Bibliographie

### Publikationen als Textautorin und Illustratorin
- 1999 Eins, zwei, drei, Tier, Peter Hammer Verlag, Wuppertal, ISBN 3-87294-827-X. Portugiesische Ausgabe 2002, französische und italienische Ausgaben 2004, galicische Ausgaben 2005 und 2018, baskische, katalanische und spanische Ausgaben 2018.
- 2000 Trauriger Tiger toastet Tomaten: Ein ABC [Gebundene Ausgabe: 17,9 x 1,2 x 23,6 cm], Peter Hammer Verlag, Wuppertal, ISBN 978-3-87294-849-6. Französische Ausgabe [gebunden] 2001.
- 2002 Kurz nach sechs kommt die Echs, Peter Hammer Verlag, Wuppertal, ISBN 3-87294-902-0. Französisch-schweizerische Ausgabe 2003.
- 2003 Englische Ausgabe zusammen mit Jeremy Fitzkee: One two three me, Peter Hammer Verlag, Wuppertal, ISBN 3-87294-922-5.
- 2004 Flosse, Fell und Federbett, Peter Hammer Verlag, Wuppertal, ISBN 3-7795-0010-8. Polnische Ausgabe 2018.
- 2005 Zusammen mit Tom Eigenhufe als Ko-Autor und –Illustrator: Gottes Pudel und Teufels Kern. Literarische Bilderrätsel: Literaturrätsel, Seitenstraßen Verlag, Berlin, ISBN 978-3-937088-03-7.
- 2006 Trauriger Tiger toastet Tomaten: Ein ABC [Kleine Ausgabe: 13,3 x 1,0 x 17,2 cm], Peter Hammer Verlag, Wuppertal, ISBN 978-3-7795-0071-1. Französische Ausgabe [gebunden] 2008.
- 2007 Großeltern auf!, in Kindheit, Strapazin Das Comic Magazin, Nr. 85, Zürich.
- 2009 Such dir was aus, aber beeil dich! : Kindsein in zehn Kapiteln / gezeichnet und aufgeschrieben von Nadia Budde, S. Fischer, Frankfurt am Main, ISBN 978-3-596-85321-2. Französische Ausgabe 2012, italienische Ausgabe 2017.
- 2010 Unheimliche Begegnungen auf Quittenquart, Peter Hammer Verlag, Wuppertal, ISBN 978-3-7795-0294-4.[2]
- 2011 Flosse, Fell und Federbett, Pixi-Buch 1862, Carlsen Verlag, Hamburg.
- 2011–2013 Unterm Strich, Comic-Kolumne der Berliner Zeitung zu Tieren in der Großstadt.[3]
- 2013 Und außerdem sind Borsten schön!, Peter Hammer Verlag, Wuppertal, ISBN 978-3-7795-0433-7. Katalanische Ausgabe 2014, spanische Ausgaben 2014 und 2021, englische und französische Ausgaben 2015, niederländische Ausgabe 2020.
- 2013 Großstadttiere, Verlagshaus Jacoby & Stuart, Berlin, ISBN 978-3-941087-85-9. Französische Ausgabe 2014.
- 2013 Und irgendwo gibt es den Zoo, Peter Hammer Verlag, Wuppertal, ISBN 978-3-7795-0470-2.
- 2014 Auf keinen Fall will ich ins All, Peter Hammer Verlag, Wuppertal, ISBN 978-3-7795-0484-9.
- 2014 Tierisch Zahlreich, Aladin Verlag, Hamburg, ISBN 978-3-8489-1015-1.
- 2014 Raz dwa trzy psy, Wydawnictwo Hokus-Pokus, Warszawa, ISBN 978-83-60402-64-1.
- 2015–2017 Tiere Wie Wir, Comic-Kolumne in Die Zeit.
- 2016 Vor meiner Tür auf einer Matte, Peter Hammer Verlag, Wuppertal, ISBN 978-3-7795-0539-6. Französische Ausgabe 2017.
- 2016 Durch & Durch, das tolle Heft Nr. 45, Büchergilde Gutenberg, Frankfurt am Main, ISBN 978-3-86406-065-6.
- 2016 Borsten, Bart und Beckenrand: Die Trilogie in einem Band, Peter Hammer Verlag, Wuppertal, ISBN 978-3-7795-0554-9 [Und außerdem sind Borsten schön! + Und irgendwo gibt es den Zoo + Auf keinen Fall will ich ins All]. Französische Ausgabe unter dem Titel On est tous un peu dingo 2018.
- 2018 Eins Zwei Drei Vampir, Peter Hammer Verlag, Wuppertal, ISBN 978-3-7795-0585-3. Baskische, galicische, katalanische und spanische Ausgaben 2018.
- 2019 Krake beim Schneider: Tierische Zweiteiler, Peter Hammer Verlag, Wuppertal, ISBN 978-3-7795-0605-8.
- 2020 Letzte Runde Geisterstunde, Verlag Antje Kunstmann, München, ISBN 978-3-95614-363-2.[4]
- 2021 Eins Zwei Drei Rentier, Peter Hammer Verlag, Wuppertal, ISBN 978-3-7795-0668-3. Baskische, galicische, katalanische und spanische Ausgaben 2022.
- 2022 Hundeblick Berlin, Ansichten einer Schnauze, Reprodukt, Berlin, ISBN 978-3-95640-285-2.[5]
- 2024 Die Band, die keiner kennt, Peter Hammer Verlag, Wuppertal, ISBN 978-3-7795-0740-6; limitierte Vorzugsausgabe mit nummerierten und signierten Siebdrucken: ISBN 978-3-7795-0761-1.

### Mitwirkungen als Illustratorin
- 2002 Jens Soentgen: Selbstdenken! 20 Praktiken der Philosophie. Peter Hammer Verlag, Wuppertal, ISBN 3-87294-943-8.
- 2006 Sigrid Laube: Wolfgang Amadé Mozart: Ein ganz normales Wunderkind, Holzhausen Verlag, Wien, ISBN 978-3-85493-123-2.
- 2006 Zusammen mit Verena Ballhaus, Jacky Gleich und Susanne Janssen als Ko-Illustratorinnen sowie Quint Buchholz als Ko-Illustrator: Bruno Blume: Wer liest, ist, Hinstorff Verlag, Rostock, ISBN 978-3-356-01129-6.
- 2006 Jeremy Fitzkee: One, Two, Three Me, Viking Children’s Books, Penguin Group, London, ISBN 978-0-670-06124-2.
- 2007 Armin Abmeier [Hrsg.]: Hör zu, es ist kein Tier so klein, das nicht von dir ein Bruder könnte sein.: Gedichte und Bilder, Carlsen Verlag, Hamburg, ISBN 978-3-551-51684-8.
- 2008 Linard Bardill: Ami Sabi im Schneewunderland , Atlantis Verlag – Orell Füssli, Zürich, ISBN 978-3-7152-0568-7. Arabische Ausgabe 2010.
- 2008 Marion Knapp: Krieg und Fritten: Eine Familie in der Pubertät, Kiepenheuer Verlag, Köln, ISBN 978-3-378-00688-1.
- 2015 Jutta Bauer und Katja Spitzer [Hrsg.]: Das Beste von Allem, Aladin Verlag, Hamburg, ISBN 978-3-8489-0097-8.
- 2016 Luisa Pellegrino: Creaturine, La Grande Illusion, Pavia, ISBN 978-88-941348-2-7.
- 2016 Arne Rautenberg: Unterm Bett liegt ein Skelett – Gruselgedichte für mutige Kinder, Peter Hammer Verlag, Wuppertal, ISBN 978-3-7795-0551-8.
- 2019 Deutsche Akademie für Sprache und Dichtung [Hrsg.]: Ein Nilpferd steckt im Leuchtturm fest: Tiergedichte für Kinder, mixtvision Mediengesellschaft mbH, ISBN 978-3-95854-126-9.
- 2020 Arne Rautenberg: Kuddelmuddel Remmidemmi Schnickschnack, Peter Hammer Verlag, Wuppertal, ISBN 978-3-7795-0650-8.
- 2022 Claudia Kühn: Eins & Eins: Ein liederlicher Streifzug durch die Welt der Paare, Verlag Volant & Quist, Berlin-Dresden, ISBN 978-3-86391-342-7.
- 2023 Arne Rautenberg: dieser tag ist mein freund: Gedichte für die guten Minuten, Peter Hammer Verlag, Wuppertal, ISBN 978-3-7795-0698-0.

### Übersetzungen
- 2008 Noch eins!: Zählen mit leckeren Bildern von Wayne Thiebaud, fein garniert mit Gedichten von Nadia Budde, Verlag Antje Kunstmann, München, ISBN 978-3-88897-506-6.
- 2011 Dr. Seuss: Der Lorax, Verlag Antje Kunstmann, München. ISBN 978-3-88897-759-6.
- 2012 Ann Droyd: Stecker raus und aus die Maus, Verlag Antje Kunstmann, München, ISBN 978-3-88897-794-7.
- 2015 Laura Leuck, Marc Boutavant: Nur mal für einen Tag, Reprodukt, Berlin, ISBN 978-3-943143-88-1.
- 2017 Sean Taylor: Superkauz, Meister der Verkleidung, Verlag Antje Kunstmann, München, ISBN 978-3-95614-207-9.
- 2020 Dr. Seuss: Der Grinch oder die geklauten Geschenke / neu übersetzt von Nadia Budde, Verlag Antje Kunstmann, München, ISBN 978-3-95614-395-3.
- 2022 Dr. Seuss’ Schlummerbuch, Verlag Antje Kunstmann, München, ISBN 978-3-95614-519-3.
- 2025 Ludwig Bemelmans: Madlen, Péridot Verlag, Köln, ISBN 978-3-91038-708-9.

### Sonstiges
- 2004 Kostüme und Bühnenbild zu Die wundersame Reise der kleinen Sofie, Inszenierung von Oliver Spatz im Saalbau Neukölln, Berlin.
- 2015 Die Kiezköpfe – tipBerlin-Siebdruck-Edition Nr. 3; Tip Berlin Media Group GmbH, Berlin.[6]
- 2017 Eins Zwei Drei Tier, App für iOS, Multiverso GbR, Berlin.
- 2018 Einhornpost: 15 fabelhafte Karten von Nadia Budde, Peter Hammer Verlag, Wuppertal.
- 2019–2025 Kalenderblätter zu den Jahreskalendern „Tag & Nacht“ (2019), „Grosse Freiheit“ (2020) und „The Opera! The Opera“ (2025) der Edition Peix, Zwickau.[7]
- 2020 Eine Woche Drin, E-Book für Tablet und Smartphone, Verlag Antje Kunstmann, München, ISBN 978-3-95614-422-6; auch als Pappbilderbuch mit optionaler kindgerechter Corona-Maske, Was Mit Kindern GmbH, Berlin.[8]
- 2021 Krake beim Schneider – Nadia Buddes Memospiel mit tierischen Zweizeilern, Metermorphosen GmbH Nonbook Verlag, Frankfurt am Main.
- 2021 Eins Zwei Drei Tier und Und außerdem sind Borsten schön! – „LeseKaraoke“-Videos  der Sendung mit der Maus des WDR, Köln.
- 2021 Lizenzgeberin zu Trauriger Tiger Toastet Tomaten - Eine Zungenbrecher-App für Kinder von Jens Leske, Lernspiel-App für iOS, Flat White Byte, Neuruppin.[9]
- 2021–2022 Libretto, Bühnenbild und Kostüme zu Butterbrote Besseresser Oper, Kinderoper am Münchner Volkstheater.[10]
- 2022 Eins Zwei Drei Tier. Kamishibai Bildkartenset: Wortspiele und Quatschreime für eine spielerische Sprachförderung! Für Kinder von 3 bis 6 (Bilderbuchgeschichten für unser Erzähltheater), Don Bosco Medien GmbH, München.

## Auszeichnungen / Nominierungen
- 2000 Deutscher Jugendliteraturpreis für Eins Zwei Drei Tier.
- 2000 Troisdorfer Bilderbuchpreis für Trauriger Tiger toastet Tomaten – Ein ABC.
- 2000 Oldenburger Kinder- und Jugendbuchpreis für Eins Zwei Drei Tier.
- 2000 LUCHS Juli für Trauriger Tiger toastet Tomaten – Ein ABC.
- 2002 Schnabelsteherpreis für Kurz nach sechs kommt die Echs.
- 2003 Goldener Spatz für das beste Vorschulprogramm Eins Zwei Drei Tier.
- 2006 Kröte des Monats Mai für Wer liest, ist.
- 2010 Max-und-Moritz-Preis für den besten Comic für Kinder für Such dir was aus, aber beeil dich! Kindsein in zehn Kapiteln.[11]
- 2010 Nominierung für den Gustav-Heinemann-Friedenspreis für Kinder- und Jugendbücher für Such dir was aus, aber beeil dich! Kindsein in zehn Kapiteln.
- 2010 Deutscher Jugendliteraturpreis für Such dir was aus, aber beeil dich! Kindsein in zehn Kapiteln.
- 2010 „Lobende Erwähnung“ in der Kategorie „Fiction“ beim Bologna Ragazzi Award der Internationalen Kinderbuchmesse Bologna für Such dir was aus, aber beeil dich! Kindsein in zehn Kapiteln.
- 2012 „La Pépite de la Bande dessinée / Manga“ der „Kinderbuch- und Pressemesse (SLPJ Montreuil)“ für die französische Ausgabe von Such dir was aus, aber beeil dich! Kindsein in zehn Kapiteln.[12]
- 2014 Hans-Meid-Preis für Buchillustration.
- 2017, 2018, 2022, 2023 Nominierungen für den Astrid-Lindgren-Gedächtnis-Preis.
- 2021 LeseLenz-Preis für Junge Literatur der Thumm-Stiftung.[13]
- 2025 Uwe Lüders Preis für Illustrationskunst im Kinder- und Jugendbuch.[14]